# Pellouailles-les-Vignes

Pellouailles-les-Vignes este o comună în departamentul Maine-et-Loire, Franța. În 2009 avea o populație de 2,503 de locuitori.